# ГЕС Манік-3
ГЕС Манік-3 або ГЕС Рене Левек - ГЕС на річці Манікуаган знаходиться в 75 км від Бе-Комо, Квебек, Канада.
Побудована у 1970 - 1976. 22 червня 2010, гребля і ГЕС були перейменовані на честь екс-прем'єра Квебека - Рене Левек, який був міністром Гідравлічних ресурсів під час будівництва комплексу і став прем'єр-міністром Квебеку у 1976 році
ГЕС Манік-3 має два комплекси гребель. Східна - гравітаційна гребля з бетонним "порожистого типу" водоскидом, гребля 71 м заввишки і 378 м завдовжки. Західна - кам'яно-накидного типу з глинястим ядром, 395 м завдовжки. Водосховище Манік-3 має 70 км завдовжки, дзеркало - 202 м вище рівня моря. Комплекс має шість радіально-осьових турбін, встановлених в підземній електростанції загальною потужністю в 1244 мегават.